# Pièce de 100 francs Panthéon
Pour les articles homonymes, voir 100 francs.
La pièce de cent francs Panthéon est une monnaie française en argent émise entre 1982 et 2001. Son cours légal a été suspendu au moment du passage à l'euro.
Elle a relativement peu circulé et reste facile à trouver pour les collectionneurs. L'arbre et l'hexagone, motifs visibles sur le revers, se retrouvent sur les pièces de 1 et 2 euros français actuelles.

## Frappes courantes
| millésime | tirage    | remarques                                                                               |
| --------- | --------- | --------------------------------------------------------------------------------------- |
| 1982      | 1 800     | essai                                                                                   |
| 1982      | 3 002 200 |                                                                                         |
| 1983      | 4 984 400 |                                                                                         |
| 1984      | 4 986 800 |                                                                                         |
| 1985      | 987 200   |                                                                                         |
| 1986      | 486 400   |                                                                                         |
| 1987      | 81 000    |                                                                                         |
| 1988      | 85 000    |                                                                                         |
| 1989      | 83 000    |                                                                                         |
| 1990      | 5 000     |                                                                                         |
| 1991      | 5 000     |                                                                                         |
| 1995      | 4 011     | À partir de cette année, le différent de droite est une abeille et remplace le dauphin. |
| 1996      | 2 013     |                                                                                         |

Certaines années qui ne figurent pas dans cette liste existent en séries BU et BE jusqu'en 2001.

## Frappes commémoratives
Des pièces commémoratives de valeur faciale égale à 100 francs ont été émises de 1984 à 1997 (voir Liste des émissions de franc français depuis 1960).

## Sources
- Victor Gadoury, Monnaies françaises , catalogue de cotation, éditions V. Gadoury [actualisée chaque année].
- René Houyez, Valeur des Monnaies de France et pays francophones. De 1795 à nos jours, éditions Garcen, 1998.